# Coptocercus quatuordecimsignatus
Coptocercus quatuordecimsignatus är en skalbaggsart. Coptocercus quatuordecimsignatus ingår i släktet Coptocercus och familjen långhorningar.

## Underarter
Arten delas in i följande underarter:
- C. q. quatuordecimsignatus
- C. q. celebensis
- C. q. sumatranus